# Beilschmiedia montanoides
Beilschmiedia montanoides är en lagerväxtart som beskrevs av André Joseph Guillaume Henri Kostermans. Beilschmiedia montanoides ingår i släktet Beilschmiedia och familjen lagerväxter. Inga underarter finns listade i Catalogue of Life.